# Karmannsstraße 38–60 (Mönchengladbach)

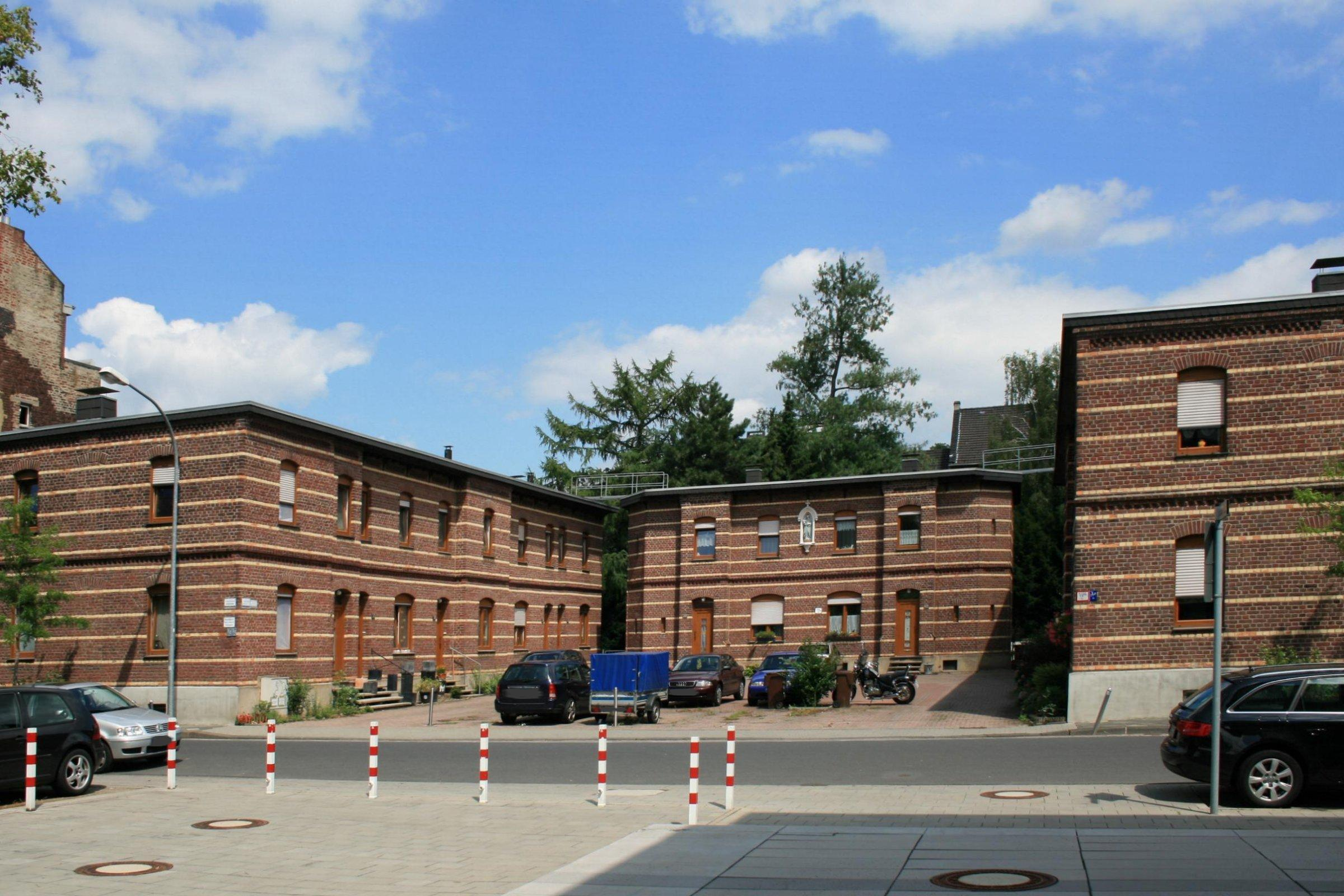
Wohnanlage Marienhof (2010)

Die Wohnanlage Marienhof steht in der Karmannsstraße 38–60 in Mönchengladbach (Nordrhein-Westfalen).
Das Gebäude wurde 1888 erbaut. Es wurde unter Nr. K 085  am 26. Oktober 2001 in die Denkmalliste der Stadt Mönchengladbach eingetragen.

## Lage
Das Objekt Marienhof liegt in der Karmannsstraße, die am Fuße der Altstadt und entlang des verrohrten Gladbaches die Sternstraße mit der Aachener Straße verbindet.

## Architektur
Der Gebäudekomplex an der Karmannsstraße besteht aus zwölf Wohneinheiten, die um eine kleine, heute z. T. als Parkplatz genutzte Platzanlage gruppiert sind. Die Häuser bestehen aus drei Reihen rechtwinklig zueinander stehender, zweigeschossiger Ziegelsteingebäude unter Flachdach.
Die Fassadengestaltung ist bei allen Gebäuden weitgehend einheitlich ausgeführt: Über einem – heute – verputzten Sockel erheben sich Erd- und Obergeschoss in Ziegelsteinmauerwerk. Sie werden durch ein aus Ziegelsteinen gemauertes Gesims voneinander getrennt. Die ausgeprägte Horizontalgliederung der Gebäude wird betont durch die Verwendung von den aus gelben Ziegelsteinlagen gebildeten Bändern in der Fassade und die vorkragenden Flachdächer mit den alten, verzierten Dachsparren.
Risalitartig vorspringende Fassadenflächen strukturieren die als Reihenhäuser aufzufassenden Gebäude. Das östlich des Innenhofes parallel zur Straße stehende Bauteil ist durch seine größere Grundfläche, durch seine abgeschrägten Gebäudeecken und den in den beiden Risaliten angeordneten Hauszugängen repräsentativer gestaltet als die beiden im rechten Winkel dazu stehenden Bauteile seitlich des Innenhofes. Diese Wirkung wird zusätzlich durch eine in einer Nische des Obergeschosses stehende Muttergottesstatue, die der Anlage wohl den Namen gegeben hat, betont.
Fenster- und Türeingänge sind hochformatig mit Stichbogen ausgeführt, Treppenanlagen vor den Eingängen, Türen und Fensterrahmen modern erneuert. Die Grundrissgestaltung mit einem quer das Gebäude erschließenden Hausflur, von dem im Erd- und Obergeschoss die jeweils beiden Zimmer (Erdgeschoss: Küche und Wohnzimmer, Obergeschoss: Schlafzimmer bzw. Bad) zu erreichen sind, hat sich ebenso erhalten wie in den meisten Häusern das originale Treppenhaus.